# Lispe frigida
Lispe frigida är en tvåvingeart som beskrevs av Wilhelm Ferdinand Erichson 1851. Lispe frigida ingår i släktet Lispe och familjen husflugor. Arten har ej påträffats i Sverige. Inga underarter finns listade i Catalogue of Life.